# 大府市勤労文化会館
大府市勤労文化会館（おおぶしきんろうぶんかかいかん）は、愛知県大府市にある大府市立の文化施設である。

## 概要
1991年（平成3年）4月1日に開館。大府市の市制20周年記念として建設されたもので、主にコンサートなどに使用される「もちのきホール」や多目的ホールとして使用される「くちなしホール」のほか、宿泊施設や会議室、レストランなどを備えている。また、一年を通して様々なイベントが開催されている。なお、管理・運営は指定管理者である大府市文化協会・株式会社ピーアンドピー共同体が行っている。
2018年（平成30年）5月1日に、大府市に本社を置く愛三工業がネーミングライツパートナーとして命名権を取得し、愛称が『愛三文化会館（Aisan Hall）』となった。

## 施設
- もちのきホール
  - 座席数（固定席：817席、車いす席：5席、親子席：5席）
  - 収容人数：1000人
- くちなしホール
  - 座席数（椅子席：326席、机席：162席、電動可動椅子：126席）
  - 収容人数：400人
- 展示室
- 会議室
- トレーニングルーム
- 茶室
- レストラン

など

## 交通アクセス
- JR東海道本線「共和駅」から徒歩で約10分。
- 国道23号（名四国道）共和ICから約5分。
- 大府市循環バス（ふれあいバス）中央西コース「勤労文化会館」停留所下車。